# 艾倫·羅伯茨 (壘球運動員)
艾倫·羅伯茨（英語：Ellen Roberts，1992年4月8日—）是一名出生於澳大利亞新南威爾士州的壘球選手，司職投手，目前效力於日本壘球聯盟大垣MINAMO。她曾隨隊參加2014年世界女子壘球錦標賽，結果獲得銅牌。

## 外部連結
- 艾倫·羅伯茨的X（前Twitter）
- 艾倫·羅伯茨的Instagram帳戶